# TP 마젬베
투 퓌이상 마젬베(Tout Puissant Mazembe), 약칭 TP 마젬베(TP Mazembe)는 콩고 민주 공화국 루붐바시의 축구 클럽으로, 이전에는 앙글레베르(Englebert)라는 이름으로 알려지기도 했다. 클럽 이름은 프랑스어로 "전지전능한 마젬베"를 뜻한다.
TP 마젬베는 2010년 FIFA 클럽 월드컵 준결승전에서 남미의 강호 SC 인테르나시오나우(브라질)를 2:0으로 제압하고 유럽과 남미 이외의 클럽으로는 사상 최초로 클럽 월드컵 결승에 진출하는 이변을 일으켰다.

## 주요 경력

### 콩고 민주 공화국 국내 대회
- 리나푸트: 우승 16회 (1966, 1967, 1969, 1976, 1987, 2000, 2001, 2006, 2007, 2009, 2011, 2012, 2013, 2014, 2016, 2017)
- 쿠프 뒤 콩고: 우승 5회 (1966, 1967, 1976, 1979, 2000), 준우승 1회 (2003)

### 아프리카 축구 연맹 주관 대회
- CAF 챔피언스리그: 우승 5회 (1967, 1968, 2009, 2010, 2015), 준우승 2회 (1969, 1970)
- 아프리칸 컵위너스컵: 우승 1회 (1980)
- CAF 슈퍼컵: 우승 1회 (2010)

### 국제 대회
- 2009년 FIFA 클럽 월드컵 6위
- 2010년 FIFA 클럽 월드컵 준우승

## 선수 명단

### 현역
참고: FIFA 자격 규정에 따라 소속된 국가대표팀 국기를 표시합니다. 선수는 복수의 FIFA 비회원국 국적을 가지고 있을 수 있습니다.
| 번호 | 포지션 | 국적        | 이름            |
| ---- | ------ | ----------- | --------------- |
| 10   | FW     | 콩고 공화국 | 윌프리드 은카야 |

| 번호 | 포지션 | 국적       | 이름          |
| ---- | ------ | ---------- | ------------- |
| 22   | GK     | 나이지리아 | 술레만 샤이부 |
| 39   | FW     | 말리       | 필리 트라오레 |